# روبرتا استفانلی
روبرتا استفانلی (انگلیسی: Roberta Stefanelli؛ زادهٔ ۱۸ مهٔ ۱۹۷۴) بازیکن فوتبال اهل ایتالیا است.
وی همچنین در تیم ملی فوتبال زنان ایتالیا بازی کرده‌است.